# Războaiele Bizantino-Sasanide
Războaiele bizantino-sasanide reprezintă o serie de conflicte între Imperiul Roman (și continuatorul său bizantin) și dinastia sasanidă a Imperiului Persan în perioada 502 - 628. Deși în general este considerat ca un război continuu între romani și perși, conflictul a implicat mai multe campanii mici și câteva tratate de pace care au durat uneori mai mulți ani. 

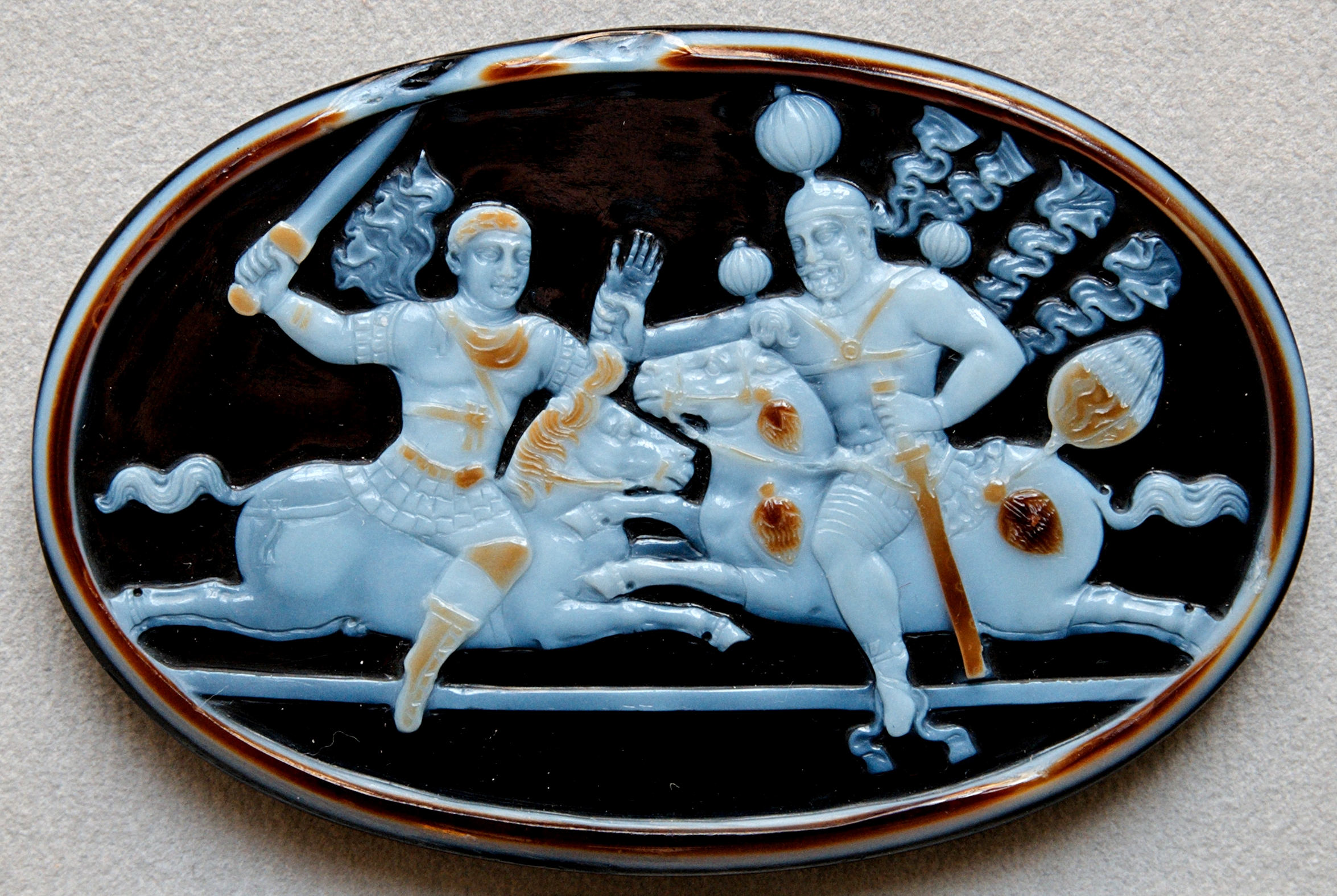
Un fin medalion care înfățișează o întrecere ecvestră între Shapur I și Valerian în anul 256.

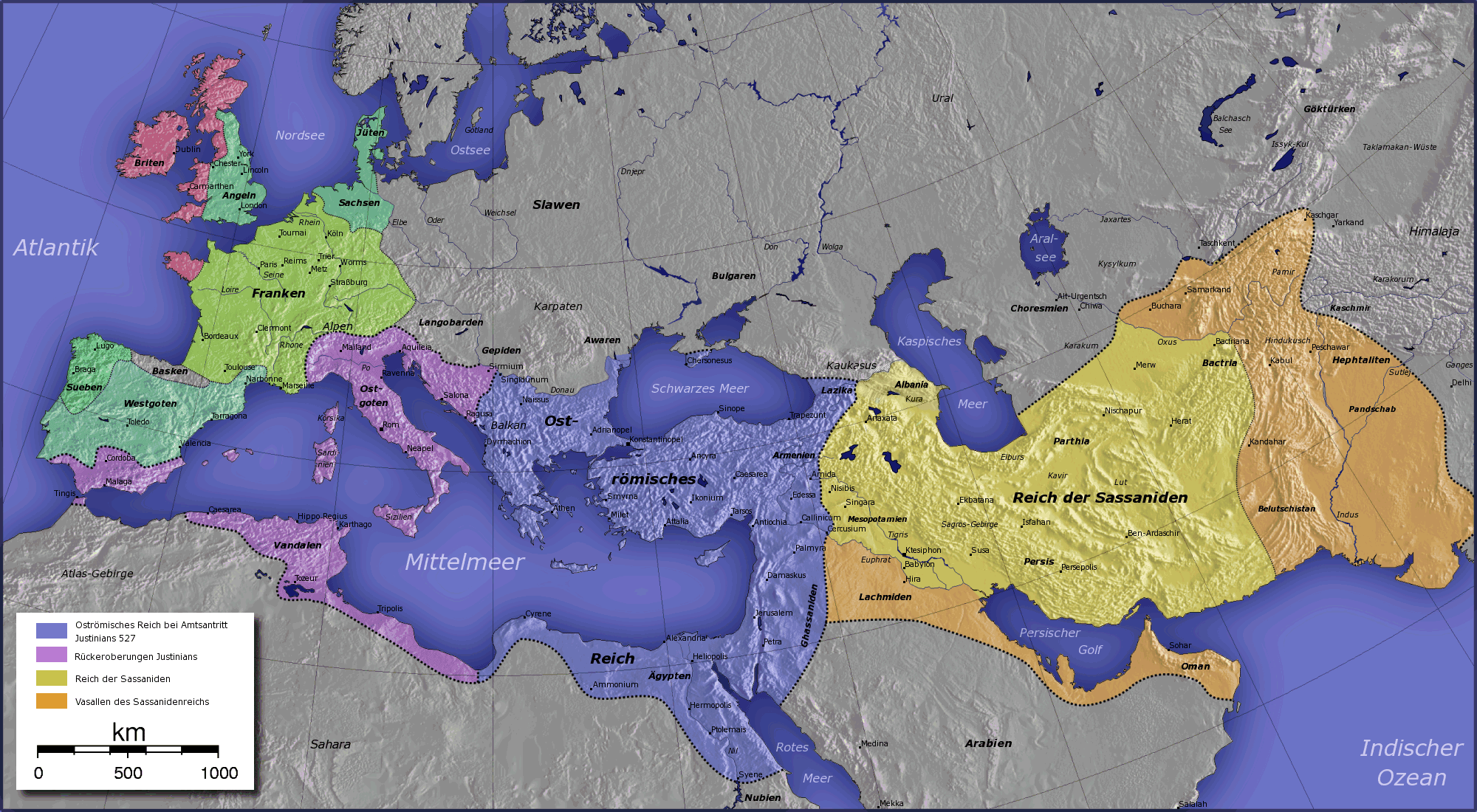
Imperiul bizantin şi cel sasanid în anii 600 (înainte de Expansiunea Musulmană

## Listă de bătălii
- 526 - 532 - Războiul iberic - Sassanizii (Imperiul persan) îi înfrâng pe bizantini (Imperiul roman)
  - 530 - Bătălia de la Dara - comandantul lui Iustinian I, Belisarius, îi înfrânge pe perși
  - 531 - Bătălia de la Callinicum - Persanul Azarethes îl înfrânge pe Belisarius
- 533 -
  - 13 septembrie Bătălia de la Ad Decimum (sau "Bătălia de la Cartagina (533)") Belisarius îi înfrânge pe vandali lângă Cartagina
  - 15 decembrie Bătălia de la Tricamarum Belisarius îi înfrânge din nou pe vandali lângă Cartagina.
- 546 - Prădarea Romei de către Totila, regele ostrogoților
- 552 - Bătălia de la Taginae - Narses îl înlocuiește pe Belisarius la comandă și îi înfrânge pe ostrogoți sub comanda lui Totila
- 553 - Bătălia de la Muntele Lactarius Narses îi înfrânge pe ostrogoții de sub comanda lui Teia
- 554, octombrie - Bătălia de la Volturnus - Narses îi înfrânge pe franci
- 586 - Bătălia de la Solachon - Imperiul Bizantin înfrânge Imperiul Saasanid